# EC São Luiz
EC São Luiz is een Braziliaanse voetbalclub uit Ijuí in de staat Rio Grande do Sul. 

## Geschiedenis
De club werd opgericht in 1938. De club speelde van 1974 tot 1977 in de hoogste klasse van het Campeonato Gaúcho en daarna van 1991 tot 2003 en 2006 tot 2014. In 2017 werd de club kampioen in de tweede klasse en promoveerde opnieuw. 

## Erelijst
Recopa Gaúcha
2024